# Сигула
Си́гула (эст. Sigula) — деревня на севере Эстонии в волости Куусалу, уезд Харьюмаа. 

## География и описание
Расположена в 39 километрах к востоку от Таллина. Расстояние до волостного центра — посёлка Куусалу — 9 км. Высота над уровнем моря — 59 метров. 
Климат — умеренный. Официальный язык — эстонский. Почтовый индекс — 74625.

## Население
По данным переписи населения 2021 года, в Сигула проживали 66 человек, из них 64 (97,0 %) — эстонцы.
Численность населения деревни Сигула по данным переписей населения:
| Год  | 1959 | 1970 | 1979 | 1989 | 2000 | 2011 | 2021 |
| ---- | ---- | ---- | ---- | ---- | ---- | ---- | ---- |
| Чел. | 112  | ↘ 94 | ↘ 61 | ↘ 38 | → 38 | ↗ 46 | ↗ 66 |

## История
В письменных источниках 1241 года (Датская поземельная книга) упоминается Sicutol, 1259 года — Sicudal, 1290 года — Sicudale, 1405 года — Syckowal, 1507 года — Sigkull, 1576 года — Sigkola kulla, 1637 года — Sickull, примерно 1690 года — Siggul.
В XIII веке принадлежала цистерцианцам монастыря Гутвалия (Guthvalia), что неоднократно подтверждалось в этом столетии датскими королями. Сигула оставалась среди владений братьев-монахов до ликвидации конвента в XVIII веке, после чего перешла в собственность мызы Кольк (Колга). 
В XIII веке Сигула была большой деревней, площадью в 22 гака, позже стала меньше. Деревня находилась в стороне от основных дорог. Согласно ревизии 1858 года, кроме 18 хуторов в черте деревни проживали 53 бобыля.

## Комментарии
1. ↑  Эстонские топонимы, оканчивающиеся на -а, не склоняются и не имеют женского рода (исключение — Нарва)[8].